# Haliclona mammilaris
Haliclona mammilaris är en svampdjursart som beskrevs av Mothes och Lerner 1994. Haliclona mammilaris ingår i släktet Haliclona och familjen Chalinidae. Inga underarter finns listade i Catalogue of Life.